# Lucien Lévy-Bruhl
Lucien Lévy-Bruhl (Párizs, 1857. április 10. – Párizs, 1939. március 13.) francia filozófus és szociológus, kulturális antropológus volt.

## Pályafutása
Első írásai főként a német filozófiával ill. a francia szociológia fejlődésével foglalkoztak. Első jelentősebb etnológiai írása 1900-ban jelent meg „A totemizmus” címmel. A szociológiai nézeteinek kialakulásában meghatározó szerepet játszott Dukrheim elmélete, különösen a kollektív tudat durkheimi értelmezése, ami az egyéni tudathoz képest külsődleges, de nem materiális dolog, a társadalmi összetartozás/kohézió elsődleges eszköze. A vallás és az erkölcs ezen kollektív tudat termékei. 
Lévy-Bruhl erkölcs-szociológiájának alaptételei „Az erkölcs és az erkölcstudományok” című írásában találhatóak (1903), későbbi műveiben jórészt itt lefektetett alapelveit értelmezi és pontosítja, ill. támasztja alá empirikus adatokkal, etnológiai tényekkel. Könyvének elsődleges célja annak kimutatása, hogy az erkölcs elméleti, filozófiai megalapozása nem lehetséges, az erkölcs kutatásában nem a szociológiai eljárásoknak van létjogosultságuk. Lucien minden addigi kidolgozott elméleti erkölcstant lehetetlennek és haszontalannak minősít, akár tudományosak akár metafizikai jellegűek. Ezek a metamorálok ugyanis egyszerre elméletiek és szabályozóak, egyszerre akarnak megismerést és előírásokat adni, holott a megismerés és az előírások nem egyeztethetőek össze, mert az elméletnek arra kell vonatkoznia ami van, és nem arra, aminek kellene lennie. 
A metamorálok tévedéseinek forrása két hibás alapfeltevés: 1. feltételezik az emberi természet azonosságát; 2. az erkölcsi tudatot harmonikus egésznek tekintik. Ezek helyett az erkölcs pozitív tudományát kellene kidolgozni, amit a tisztán objektív, szubjektivitásoktól mentes erkölcsi tényekre kell alapozni - amint például a fizikát a fizikai tényekre alapozzák. Ha az emberi erkölcsöt valóban tudományos vizsgálat tárgyává tesszük, fel kell ismernünk ezen relatív voltát és el kell vetnünk az emberi természet univerzalitásának és azonosságának a tételét. A szociológia legfontosabb feladata tehát az emberi természet típusainak objektív tanulmányozása. 
Etnológiai kutatásai során Lucien arra a következtetésere jutott, hogy a társadalmi típusoknak különböző gondolkodási formák és lelki alkatok (mentalitások) felelnek meg. Alapvető, minőségi különbség van a történelmi, technikai civilizációk társadalma és a primitív társadalmak, valamint a modern, illetve a primitív ember gondolkodása és mentalitása között.

## Művei
- L’Allemagne depuis Leibnitz sur le développement de la conscience nationale en Allemagne, 1700-1848. Félix Alcan, Paris 1890.
- La philosophie de Jacobi. Félix Alcan, Paris 1894.
- Lettres inédites de John Stuart Mill à Auguste Comte, publiées avec Les réponses de Comte et une introduction par Lévy-Bruhl. Félix Alcan, Paris 1899.
- La philosophie d'Auguste Comte. Félix Alcan, Paris 1900.
- La morale et la science des mœurs. Félix Alcan, Paris 1903.
- Les fonctions mentales dans les sociétés inférieures. Félix Alcan, Paris 1910.
- La conflagration européenne. Les causes économiques et politiques. Félix Alcan, Paris 1915.
- Jean Jaurès. Esquisse biographique, suivie de lettres inédites. Bieder, Paris 1916.
- La mentalité primitive. Félix Alcan, Paris 1922.
- L'âme primitive. Félix Alcan, Paris 1927.
- Le surnaturel et la nature dans la mentalité primitive. Félix Alcan, Paris 1931.
- La mythologie primitive. Le monde mythique des Australiens et des Papous . Félix Alcan, Paris 1935.
- L'expérience mystique et les symboles chez les primitives. Félix Alcan, Paris 1938.
- Les carnets de Lucien Lévy-Bruhl. P.U.F., Paris 1949.